# Currado Gianfigliazzi
Currado Gianfigliazzi è un personaggio della novella Chichibìo e la gru, presente nella quarta novella della sesta giornata Decamerone o decameron di Giovanni Boccaccio. 
Per l'identificazione storica del personaggio, Vittore Branca  propone il nome di Currado di Vanni di Cafaggio, vissuto a cavallo tra Duecento e Trecento, membro della celebre famiglia di banchieri fiorentini ricordata da Dante nel XVII canto dell'Inferno (v. 58-60).